# Meteco
En la Antigua Grecia, el término meteco significaba simplemente un extranjero que vivía en una de las ciudades-estado griegas. La palabra no tenía el significado peyorativo que tiene hoy día. Como elementos comunes encontramos a los extranjeros que vivían en ellas (polis), pero no eran considerados ciudadanos  al igual que las mujeres, esclavos y los libertos (esclavos liberados).
Etimológicamente, la palabra (atestiguada a partir del siglo VI a. C.) viene del griego μέτοικος [métoikos], de μέτα [meta], ‘cambio’, y oἶκος [oíkos], ‘casa’; es decir, ‘aquel que ha cambiado de residencia’.
Debían pagar un impuesto especial (τὸ μετοίκιον [to metoíkion]) y no podían disponer de propiedades inmobiliarias, excepto si tenían el privilegio de la ἰσoτέλεια [isotéleia] (‘igualdad de impuestos’). Carecían de derechos políticos, pero estaban obligados a las mismas cargas que los ciudadanos en razón de su riqueza. Se dedicaban a actividades económicas no agrícolas (comerciantes, artesanos).

## Estatutos
Los griegos diferenciaban el meteco, extranjero residente, del extranjero de paso. Este último no se beneficia de ningún derecho. En caso de problemas, debe dirigirse al próxeno, ciudadano protector de los ciudadanos de otra ciudad. Así, Cimón es el próxeno de Esparta en Atenas. Un tratado bilateral de hospitalidad (ξενία [xenía]) puede ser establecido entre dos ciudades. El extranjero de paso puede convertirse en meteco al cabo de un mes de residencia. Si el meteco ateniense puede quedarse en Atenas toda su vida, los metecos de otras ciudades son menos favorecidos: las expulsiones no son raras, Esparta practicaba regularmente la xenelasia, expulsión general de extranjeros.
Según las ciudades, el meteco puede ser obligado a las liturgias, como la coregía. A cambio, está exento de la trierarquía, que implica el mando de un trirreme.
Los metecos suficientemente acomodados deben a la ciudad un servicio hoplítico, que es llevado a cabo en una guarnición. Es muy raro que los metecos participen en campañas. Es sometido siempre a controles, pero más o menos importantes según el carácter cosmopolita o no de la ciudad, y según las convenciones judiciales bilaterales eventuales entre ciudades.
Se encuentra a menudo a los metecos en los oficios del comercio o de las finanzas, y forman una buena parte de los empleados administrativos. Numerosos son igualmente los metecos ricos, al punto de que la figura del meteco advenedizo y arrogante se convierte en un clásico de las comedias griegas.
El extranjero hombre libre y griego es excluido de la esfera política pero pertenece a la misma comunidad cultural que el ciudadano: lengua, dioses, santuarios.

## Los metecos de Atenas
Desconocemos la fecha de introducción de un estatuto específico de los metecos en Atenas. Es probable que se remonte a las reformas de Clístenes. 
Para establecerse como meteco en Atenas, el extranjero debe encontrar un protector, el προστάτης [prostates]. Este último tiene la tarea inicial de hacer inscribir a su protegido en un demo. 
Puesto que el meteco no puede poseer ni casa ni tierras en el Ática, el prostates es bastante a menudo su arrendador. Cuando el meteco es un esclavo liberado, tiene casa o tierras para el prostates, su antiguo dueño.
Por lo menos a partir del siglo V a. C., el meteco es sometido a un impuesto especial, el μeτoíkoν [metoíkion], que se elevaba a 12 dracmas para un hombre y 6 para una viuda. Los antiguos esclavos deben pagar además el trióbolo de los libertos. Todos los extranjeros, en fin, metecos o de paso, deben pagar los ξενικά [xeniká] para poder comerciar en el Ágora.
En el plano judicial, el meteco se beneficia de garantías, que son inferiores a aquellas de que goza el ciudadano. Puede intentar un proceso civil ante el polemarca y el penal ante el tribunal del Paladión. A cambio, no puede tomar parte en un tribunal. Debe recurrir a un fiador, el prostates, si es acusado en un proceso civil. En un proceso criminal, es encarcelado antes del veredicto. El asesinato de un meteco, por ejemplo de un esclavo, es condenable sólo al exilio, mientras que el de un ciudadano conduce a la muerte.